# Memorial Philippe Van Coningsloo 2021
Memorial Philippe Van Coningsloo 2021 skulle have været den 28. udgave af det belgiske cykelløb Memorial Philippe Van Coningsloo. Det 184 km lange linjeløb var planlagt til den 6. juni 2021 med start i Wavre i Brabant Wallon, og mål i Bonheiden i provinsen Antwerpen. Det blev aflyst på grund af coronaviruspandemien. Løbet var en del af UCI Europe Tour 2021. Den oprindelige 28. udgave blev i 2020 også aflyst på grund af coronaviruspandemien.